# Апшеронски рејон (Краснодарски крај)
Апшеронски рејон (рус. Апшеронский район) административно-територијална је јединица другог нивоа и општински рејон смештен у јужном делу Краснодарске покрајине, односно на крајњем југу европског дела Руске Федерације. 
Административни центар рејона и његово највеће насеље је град Апшеронск.
Према подацима националне статистичке службе Русије за 2023. на територији рејона живело је 97.294 становника или у просеку 39,82 ст/km². Површина рејонске територије је 2.443,24 km².

## Географија
Апшеронски рејон се налази на југу Краснодарске покрајине, обухвата територију површине 2.443,24 km², и по том параметру налази се на 4. месту у Покрајини. Граничи се са Белоречењским рејоном на северу, Горјачкокључким градским округом и Туапсиншким рејоном на западу, на југу је територија Сочинског округа, док је на истоку територија аутономне Републике Адигеје.
Географијом рејона доминирају брдско-планинска подручја која представљају северне рубне делове Великог Кавказа. Један мањи део рејонске територије на крајњем југу заузимају високе планине са надморским висинама између 1.000 м и 1.500 метара. Надморска висина постепено опада идући ка северу. Централним делом рејона протиче река Пшеха.

## Историја
Апшеронски рејон је званично успостављен је 28. фебруара 1928. када је седиште тадашњег Тверског рејона премештено у Апшеронск, а сам рејон преименован у садашњи назив. У фебруару 1975. из састава рејина је издвојен град Горјачи Кључ и део територије око њега. 

## Демографија и административна подела
Према подацима са пописа становништва из 2010. на територији рејона живело је укупно 98.891 становника, док је према процени из 2023. ту живело 97.294 становника, или у просеку око 39,82 ст/km². По броју становника налази се на 18. месту са укупним уделом у покрајинској популацији од 1,67%. 
| 1959.  | 1970.   | 1979.  | 1989.  | 2002.  | 2010.  | 2020.  |         |
| ------ | ------- | ------ | ------ | ------ | ------ | ------ | ------- |
| 93.911 | 136.398 | 85.701 | 86.059 | 95.048 | 98.891 | 99.834 | 97.294* |

Напомена:* Према процени националне статистичке службе. 
На територији рејона налазе се укупно 52 насељена места административно подељених на 12 другостепених општина (три градске и 9 сеоских). Административни центар рејона и његово највеће насеље је град Апшеронск у коме живи нешто мање од половине укупне рејонске популације. У већа насељена места убрајају се још град Хадиженск (21.829 становника), варошица Њефтегорск (4.747) и станица Тверскаја (3.758 становника).

## Саобраћај
Преко територије рејона пролази Апшеронска пруга, једна од највећих планинских пруга уског колосека на територији Русије. Укупна дужина пруге отворене 1927. године је 127 километара, и углавном се користи за транспорт дрвета из планинсих подручја на југу.